# Jacqueline Boyerová
Jacqueline Boyerová, vlastním jménem Éliane Ducosová (* 23. dubna 1941 Paříž) je francouzská zpěvačka.
Jejími rodiči jsou zpěváci Jacques Pills (vlastním jménem René Ducos, pozdější manžel Édith Piaf) a Lucienne Boyerová, takže od dětství vystupovala v hudebních divadlech na Montmartre a v patnácti letech zpívala s Marlene Dietrichovou.
V roce 1960 vyhrála Eurovision Song Contest s písní „Tom Pillibi“. Následovalo turné po západní Evropě společně s Charlesem Aznavourem, Jacquesem Brelem a Georgesem Brassensem, navštívila i USA, kde vystupovala v The Ed Sullivan Show. Působila také v Německu, kde byla v roce 1963 jejím největším úspěchem skladba „Mitsou, Mitsou“. V roce 1966 utrpěla dopravní nehodu, po níž tři roky nevystupovala. Po návratu k pěvecké kariéře získala angažmá v pařížské Olympii, kde vytvořila dvojici s Charlesem Trenetem. V letech 1979–1988 žila v New Yorku a zpívala v angličtině pod pseudonymem Barbara Benton, pak se vrátila do Francie. Žije v Saint-Gaudens. Hrála také menší role ve filmech Das Rätsel der grünen Spinne, Soldatensender Calais a Diabolo menthe.
Jejím manželem byl od roku 1960 do své smrti v roce 2011 francouzský zpěvák François Lubiana.

## Diskografie
- 1959: „Tu es le soleil de mon cœur“
- 1960: „Tom Pillibi“
- 1960: „Comme au premier jour“
- 1961: „Cou-couche panier“
- 1961: „Pépé“
- 1961: „Il fait gris dans mon cœur“
- 1962: „Pianissimo“
- 1962: „Le pont vers le soleil“
- 1962: „Excusez-moi si j'ai vingt ans“
- 1963: „D'autres avant toi“
- 1964: „Typhon“
- 1964: „Le temps de la vie“
- 1966: „La mer, la plage“
- 1984: „Time and Time Again“
- 1990: „Parlez-moi d'amour“
- 1991: „Goldene Schlager Erinnerungen“
- 2000: „Nuances“
- 2002: „Tous les visages de Jacqueline Boyer“
- 2004: „Si quelqu'un vient vous dire“
- 2008: „Vier kleine Seiten meines Lebens“
- 2009: „Quatre petites pages de ma vie“
- 2010: „Chagrin d'amitié“